# 金德胡克鎮區 (伊利諾伊州派克縣)
金德胡克鎮區（英語：Kinderhook Township）是位於美國伊利諾伊州派克縣的一個行政鎮區。

## 地方資料
根據2010年美國人口普查的數據，金德胡克鎮區的面積為98.20平方千米，當中陸地面積為98.10平方千米，而水域面積為0.10平方千米。當地共有人口806人，而人口密度為每平方千米8.21人。